# Goede Herderkerk (Roermond)
De Goede Herderkerk is een voormalig rooms-katholiek kerkgebouw aan de Florasingel 40 in de Nederlandse stad Roermond.

## Geschiedenis
Deze kerk werd gebouwd voor de oostelijke woonwijk Hoogvonderen, die vanaf begin jaren '70 van de 20e eeuw werd gerealiseerd. In 1983 werd de kerk ingezegend. Architect was Hans Coppen. Het zandstenen altaar en de travertijnen communiebanken kwamen van Venray en werden verwerkt in het interieur van de Goede Herderkerk. Ook werd een open stalen klokkentoren met drie klokken gebouwd.
Reeds in 1993 werd de kerk onttrokken aan de eredienst. De Koninklijke Harmonie van Roermond nam het gebouw in 1994 over, maar van het bisdom moesten alle sacrale elementen verwijderd worden, inclusief de (demontabele) toren, zodat het gebouw niet meer als kerk herkenbaar was. Het gebouw heette sindsdien: Harmonie Paviljoen. De toren werd in 1995 verscheept naar Tanzania, om heropgericht te worden bij een missiepost. Enkele kerkmeubelen uit de inventaris kwamen in de nabijgelegen Tomaskerk terecht. 

## Gebouw
Het betrof een rechthoekige bakstenen zaalkerk in modernistische stijl, met plat dak en verhoogd koor. Tegenwoordig oogt het gebouw als een buurthuis.